# Alexander Parygin
Alexander Parygin (n. 25 aprilie 1973, Almaty, RSS Kazahă, URSS) este un sportiv ce a reprezentat Uniunea Republicilor Sovietice Socialiste, medaliat olimpic. A participat la 2 ediții ale Jocurilor Olimpice (1996, 2004) în care a câștigat o medalie de aur.